# Guerra polacco-svedese dal 1626 al 1629
La guerra polacco-svedese dal 1626 al 1629 fu la quarta fase (dopo quelle del 1600-1611, 1617-1618 e 1620-1625) in una serie di conflitti tra l'Impero svedese e la Confederazione polacco-lituana combattuti nel XVII secolo. Iniziò nel 1626 e si concluse quattro anni dopo con la tregua di Altmark e quindi con la firma a Stuhmsdorf del trattato di Stuhmsdorf.

## Avvenimenti

### 1626
Il primo scontro della guerra ebbe luogo nei pressi di Wallhof, nel sud della Lettonia, dove un esercito svedese di 4 900 uomini sotto Gustavo II Adolfo tese un'imboscata a una forza polacco-lituana di 2 000 uomini sotto Jan Stanisław Sapieha. Per la prima volta dall'inizio della guerra polacco-svedese, le forze svedesi sconfissero la Confederazione in una battaglia in campo aperto e le vittime polacco-lituane oscillarono tra le 500 e le 1000 tra morti, feriti e prigionieri. 

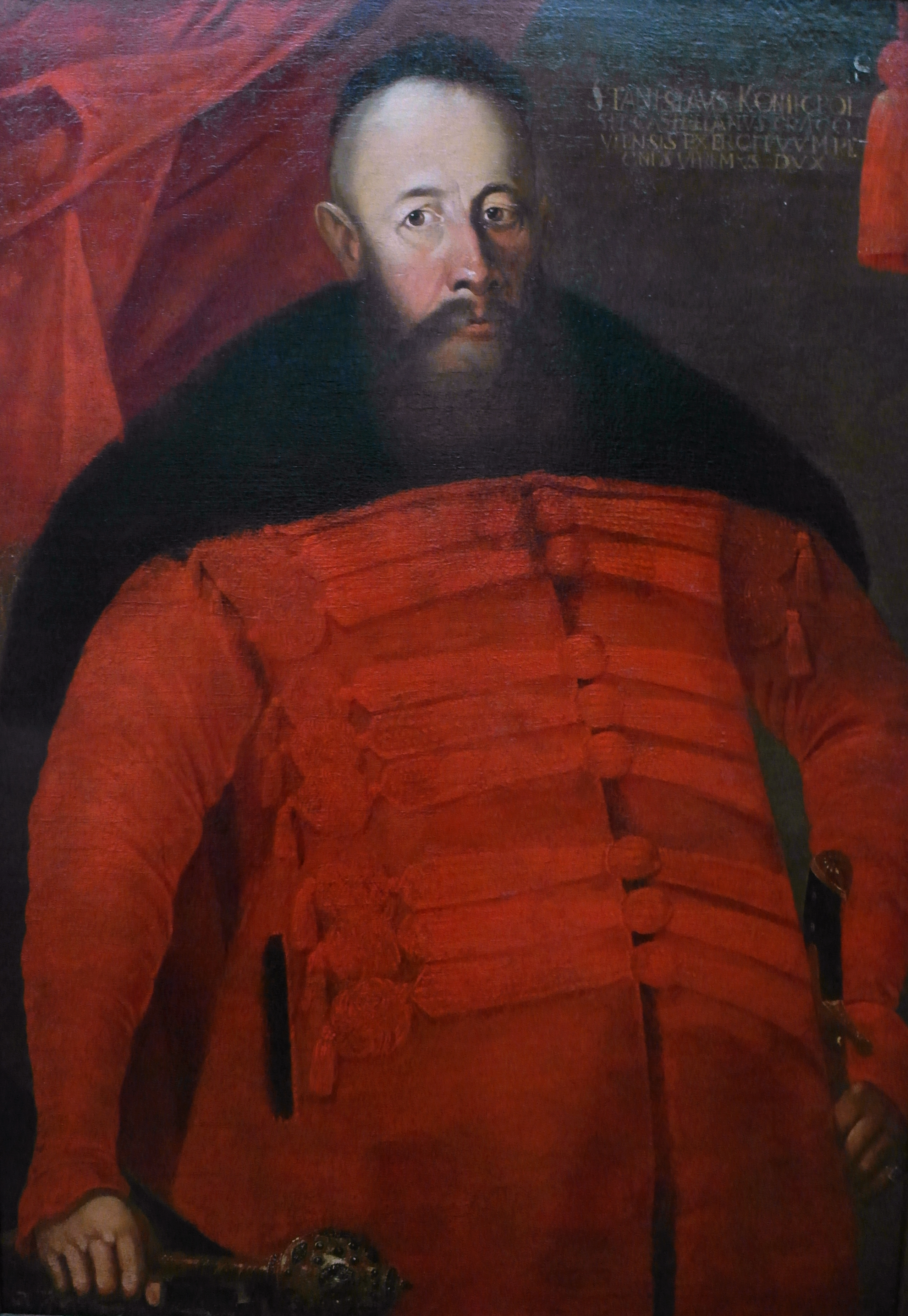
Stanisław Koniecpolski

 Il comandante delle forze lituane in seguito subì un esaurimento nervoso.
Nel maggio 1626 il re Gustavo Adolfo lanciò l'invasione della Prussia reale. Scortate da una flotta di oltre 125 navi, le forze svedesi, che contavano oltre 8 000 soldati (tra cui 1 000 cavalieri), sbarcarono nel Ducato di Prussia vicino Pillau (Piława in polacco, Piliava in lituano, oggi Baltijsk in Russia). Gli sbarchi si rivelarono una completa sorpresa per le difese polacco-lituane e, nonostante le dimensioni relativamente piccole delle forze a sua disposizione, Gustavo Adolfo catturò in fretta 16 città prussiane, quasi senza combattere (con il supporto passivo del Ducato di Prussia, rimasto neutrale). Molte di queste città erano abitate da protestanti e aprirono volontariamente le loro porte alle forze luterane svedesi, che consideravano correligionarie. Il re svedese, tuttavia, non riuscì a catturare il premio più ambito, la città di Danzica, che mantenne il suo piccolo esercito e la flotta per la sua difesa. In preparazione del suo grande attacco su Danzica, il re Gustavo Adolfo incrementò le sue forze a più di 22 000 uomini. Il re polacco, Sigismondo, invece non ricevette dal suo vassallo, il Duca di Prussia, alcun supporto per difenderla. Egli si schierò a nord con un esercito di 11 000 uomini e attaccò a Gniew Gustavo Adolfo, che in quel momento aveva a disposizione una forza di 8 150 fanti, 1 750 cavalieri e 74 cannoni. Il combattimento continuò per diversi giorni - dal 22 settembre al I ottobre 1626 - fino a quando Sigismondo ritirò il suo esercito e cominciò a reclamare rinforzi da tutto il paese.
L'atamano polacco Stanisław Koniecpolski accorse rapidamente in aiuto del suo re, con una forza di 4 200 cavalieri leggeri, 1000 dragoni e 1 000 fanti. Ai primi di novembre il re gli affidò il comando dell'esercito. Con ulteriori rinforzi Koniecpolski raggiunse presto un totale di 10 000 uomini da contrapporre ai 20 000 soldati svedesi in Prussia. Impegnandosi in snervante guerra di manovra - con piccole e agili unità mobili che attaccavano continuamente le linee di comunicazione del nemico - Koniecpolski riuscì ad arrestare ogni ulteriore progresso degli svedesi, costringendoli alla difensiva.
Nel frattempo, il Sejm (il Parlamento polacco) accettò di raccogliere fondi per la guerra, ma la situazione delle forze polacche rimaneva difficile. Le forze lituane, dal canto loro, subirono una grave sconfitta nel dicembre del 1626 nei pressi di Kokenhausen, in Livonia, e si ritirarono dietro il fiume Dvina.

### 1627
Il 2 aprile 1627, l'atamano Koniecpolski riprese la città di Puck. Gli svedesi pianificarono allora di colpire Koniecpolski da due direzioni - Oxenstierna avrebbe attaccato proveniente dalla Vistola mentre Johann Streiff von Lauenstein e Maximilian Teuffel dalla Pomerania in mano svedese. L'inondazione della Vistola vanificò però i loro piani e permise a Koniecploski di intercettare le unità nemiche provenienti dalla vicina Pomerania. A metà aprile, Koniecpolski (con 2 150 ussari, 3 290 cavalieri cosacchi, 2 515 fanti degli alleati occidentali, 1 620 fanti polacchi, 1 265 dragoni e 2 000 cosacchi ucraini), circondò una forza svedese asserragliata all'interno della città di Czarne (Hammerstein in tedesco). Tre giorni più tardi gli svedesi si arresero, abbandonando le loro bandiere e i loro stendardi. Molte delle truppe svedesi, che erano costituite prevalentemente da mercenari tedeschi recentemente ingaggiati, cambiarono schieramento unendosi alla Confederazione. Questa vittoria convinse anche il principe elettore di Brandeburgo Giorgio Guglielmo a dichiarare il suo sostegno al re Sigismondo III.
All'inizio del mese di giugno del 1627, il re Gustavo Adolfo fu ferito leggermente durante il tentativo di attraversare in barca durante la notte la Vistola, nei pressi di (Kiezmark), un villaggio a sud di Danzica, e fu costretto a ritirarsi. Nel mese di luglio guidò un contingente a rimuovere l'assedio di Braniewo (Braunsberg in tedesco) e disporre quello di Orneta (Wormditt). Koniecpolski reagì con un attacco improvviso catturando Gniew. Si dice che Gustavo Adolfo rimase impressionato dalla velocità di reazione dell'atamano polacco. In seguito alla battaglia di Dirschau (oggi Tczew, in Polonia), Koniecpolski, con circa 7 800 uomini (tra cui 2 500 cavalieri e ussari), cercò di impedire all'esercito svedese (forte di 10 000 uomini tra cui 5 000 fanti) di raggiungere Danzica. Una grande battaglia fu quindi combattuta tra il 17-18 agosto 1627 (secondo il nuovo calendario), con le forze svedesi posizionate vicino alla palude del fiume Motława. Gli svedesi speravano di provocare un attacco sconsiderato da parte dei polacchi per quindi annientarli sotto il fuoco della fanteria e dell'artiglieria, ma Koniecpolski si comportò altrimenti, praticando una tattica attendistica. Gli svedesi presero quindi l'iniziativa e attaccarono con la loro cavalleria, riuscendo a infliggere gravi danni a quella polacca, ma non riuscirono a colpire con altrettanta efficacia il corpo principale dell'esercito della Confederazione (il cui morale rimase elevato, grazie soprattutto alla presenza di Koniecpolski). Quando il re Gustavo Adolfo fu colpito alla spalla da un cecchino polacco, gli svedesi decisero di porre fine all'aggressione e, come riferito dalle cronache, si ritirarono dal campo in buon ordine.
Stanislaw Koniecpolski decise quindi di spostare la guerra sui mari e raccolse una piccola marina di 9 navi, la maggior parte con il contributo del Comune di Danzica. L'atamano sconfisse quindi una flottiglia svedese il 27 o il 28 novembre 1627 (secondo il calendario adottato, giuliano o gregoriano) nella battaglia di Oliwa, nei pressi di Danzica.
Durante l'inverno, Koniecpolski riconobbe la necessità di riformare l'esercito polacco, in particolare per rafforzare la potenza di fuoco della sua fanteria e artiglieria per contrastare le unità svedesi. Gli svedesi, da parte loro, impararono dai polacchi come impiegare meglio la loro cavalleria utilizzando tattiche più aggressive.

### 1628
Nel 1628 le forze polacche, prive di finanziamenti, furono costrette ad arrestare la loro offensiva e passare alla difesa. Le forze svedesi catturarono le città di Nowy e Brodnica. Koniecpolski contrattaccò usando le sue piccole forze in modo più efficiente, con rapidi attacchi corpo a corpo di cavalleria in combinazione con il fuoco di supporto di fanteria e artiglieria, e l'utilizzo di fortificazioni e sfruttando ove possibile il vantaggio del terreno. A quel punto la guerra era ormai diventata una guerra di manovra, con nessuna delle due parti disposta ad affrontare l'altra senza i vantaggi offerti dal terreno o dalle fortificazioni. Fu un anno infelice per le truppe della guarnigione di occupazione svedese, falcidiate da una serie di epidemie che uccisero un gran numero di uomini e cavalli.

### 1629
Il 2 febbraio, mentre il re Gustavo Adolfo svernava in Svezia e l'atamano Koniecpolski si trovava a Varsavia, le forze polacche furono gravemente sconfitte a Górzno, dove una forza svedese sotto il feldmaresciallo Herman Wrangel si scontrò con un esercito polacco sotto Stanisław Potocki. I polacchi lamentarono circa 700 tra morti e feriti e oltre 600 catturati; gli svedesi solo 30 morti e 60 feriti.
Informato della sconfitta, il Sejm polacco si convinse ad aumentare i fondi per l'esercito e accettò l'aiuto militare del Sacro Romano Impero nella forma di un corpo di truppe imperiali sotto il feldmaresciallo Hans Georg von Arnim. Un altro corpo imperiale, comandato da Albrecht von Wallenstein, avrebbe operato nella vicina Pomerania. Tuttavia, Koniecpolski fu costretto a ritirarsi da diverse roccaforti strategiche della Prussia reale, pur riuscendo a riconquistare il porto di Putzig (Puck, oggi in Polonia).
In maggio il re svedese ritornò nella Prussia reale con rinforzi consistenti, e marciò verso sud in direzione di Graudenz (oggi Grudziądz, in Polonia) sperando di tagliare fuori il corpo imperiale di Armin appena arrivato, prima che potesse unirsi alle truppe di Koniecpolski. Gustavo Adolfo non ebbe successo e, mentre si ritirava verso nord in direzione delle guarnigioni svedesi di Stuhm (Sztum) e Marienburg (Malbork), fu coinvolto in battaglia il 27 Giugno 1629 a Honigfeld(t) (o Honigfelde vicino Stuhm), in un'azione nota ai polacchi come battaglia di Trzciana, perché combattuta nei pressi del villaggio eponimo, vicino all'odierna città polacca di Ryjewo. In questo scontro, durante il tentativo di coprire il ritiro della propria fanteria, la cavalleria svedese fu sottoposta a una serie di feroci scontri nei villaggi di Honigfeldt, Straszewo e Pułkowice. Con l'aiuto dei corazzieri del generale Hans Georg von Arnim, i polacchi con i loro più veloci ussari alati e della cavalleria leggera cosacca polacca furono in grado di ottenere un grande vantaggio rispetto alla cavalleria leggera svedese. Le perdite dell'esercito svedese nella battaglia furono pesanti, pari a 600 o 700 morti, quasi tutti cavalieri (tra cui il figlio di Herman Wrangel). I polacchi presero 300 prigionieri, 10-15 stendardi, così come 10 dei famosi cannoni in pelle di Gustavo Adolfo. Le perdite della Confederazione ammontarono a meno di 300 combattenti tra morti e feriti. Il re svedese riuscì a fuggire salvando a stento la sua vita e più tardi detto che egli non aveva mai preso "un bagno così caldo".

## Epilogo

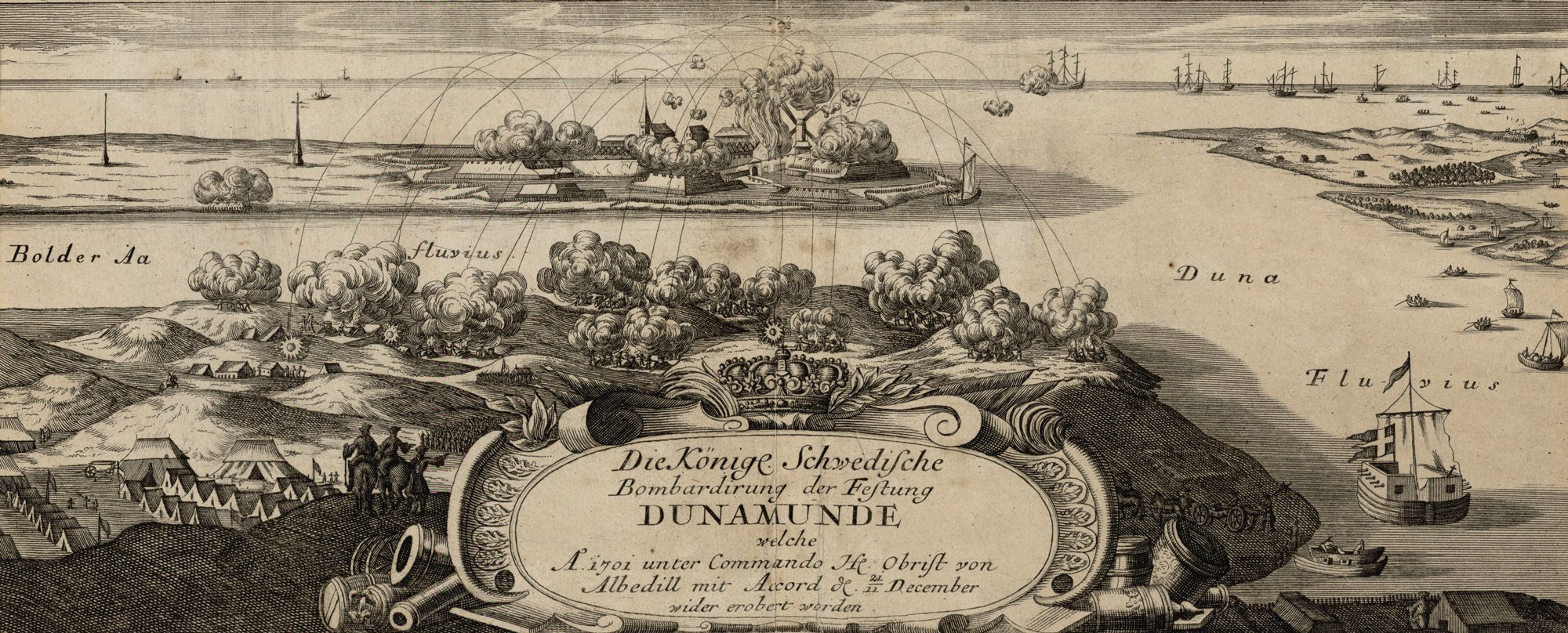
L'esercito svedese bombarda la fortezza di Dunamunde nei pressi di Riga.

La vittoria polacca a Honigfeld non fu monetizzata da Sigismondo III, che preferiva arrivare in qualunque modo a una tregua con l'unica condizione che Gustavo Adolfo rinunciasse alla corona svedese. Sigismondo non rinunciò mai ai suoi sforzi per riottenere la corona del regno scandinavo e il figlio Ladislao IV di Polonia avrebbe perseguito lo stesso obiettivo dopo di lui. Nonostante tutti i brillanti sforzi di Koniecpolski, il 26 ottobre a Stary Targ fu firmato un cessate il fuoco (Tregua di Altmark) che favoriva enormemente gli svedesi, ai quali la Polonia cedette la maggior parte della Livonia insieme con il suo importante porto di Riga. Gli svedesi ottennero anche il diritto di tassare gli scambi della Polonia sul Baltico (il 3,5% sul valore della merce) e mantennero il controllo di molte delle città nella Prussia reale e in quella ducale (comprese Piława (Pillau), Memel e Elbląg (Elbing). Per il momento, agli svedesi veniva genericamente riconosciuto il predominio sulla costa meridionale del Mar Baltico. Il disastroso accordo fu dovuto a gravi lacune negli sforzi diplomatici della Polonia, non ai demeriti del suo esercito. Il ducato di Prussia fu ricompensato per la parziale occupazione svedese col temporaneo trasferimento (fino al 1634) dei territori confederati di Marienburg, Stuhm e Żuławy Wiślane. Le navi superstiti della flotta polacco-lituana furono trasferite in Svezia. L'unico fallimento degli svedesi fu la loro incapacità di impadronirsi dell'importante porto di Danzica. Il biografo di Gustavo Adolfo, Harte, osservò che il re era infuriato dal fatto che "una pacifica marmaglia commerciale potesse avere la meglio su un gruppo di illustri compagni, che avevano fatto del combattimento la loro professione". Ciononostante, la Svezia ora controllava quasi tutti i porti del Baltico; con la notevole eccezione di Danzica, Putzig, Königsberg e Liepāja (Libau). Questo temporaneo periodo sarebbe rimasto quello nel quale gli svedesi furono più che mai vicini a realizzare il loro obiettivo di rendere il Mar Baltico un 'lago interno della Svezia'. Dopo il trattato, la Svezia utilizzò il bottino di guerra e il denaro ottenuti come punto di partenza per il successivo ingresso nella guerra dei Trent'anni e iniziare l'invasione della Germania settentrionale.
Il trattato di Altmark fu finalmente rivisto in maniera più favorevole alla Confederazione nel 1635 (col trattato di Sztumska Wieś o di Stuhmsdorf), quando la Svezia, con la morte del re Gustavo Adolfo nel 1632, indebolita dalle sconfitte subite nella guerra dei Trent'anni, si ritirò da alcuni dei porti del Baltico e smise di riscuotere l'imposta del 3,5%.